# Ignaców (gmina Kazanów)
Ignaców – wieś w Polsce, położona w województwie mazowieckim, w powiecie zwoleńskim, w gminie Kazanów.
W latach 1975–1998 miejscowość należała administracyjnie do województwa radomskiego.
Wierni Kościoła rzymskokatolickiego należą do parafii św. Jadwigi Królowej w Tomaszowie.